# 大神伝 〜小さき太陽〜
『大神伝 〜小さき太陽〜』（おおかみでん ちいさきたいよう）は、カプコンより2010年9月30日に発売された、ニンテンドーDS用ゲームソフト。PlayStation 2、WiiおよびPlayStation 3用ゲームソフトの『大神』の続編にあたる。日本国外版は2011年3月にそれぞれ発売された。

## 概要
前作同様、古代の日本をモデルとした「ナカツクニ」を舞台とし、日本画風の3DCGが特徴。ディレクターは松下邦臣。
前作を制作したクローバースタジオが解散したため、今作では前作の開発スタッフとは異なり、別の開発スタッフが制作した。
当時のディレクターであった神谷英樹はプラチナゲームズに所属したため制作に関与しておらず、かつてのスタッフもほとんどがプラチナゲームズに所属していったために開発環境が変わった今作では関わっていないが、唯一前作のBGMの作曲を担当した近藤嶺は引き続き今作でも新曲とアレンジを担当している。
プラットフォームが据え置き機から携帯型ゲーム機に移行したため、容量の都合上、前作に存在したシステムが一部廃止ないし変更されている。
前作で不可能だった難易度設定が可能となり、「一人前」と「ヒヨっ子」の2つが選択できるようになったほか、章ごとに変わる相棒が仲間として加わり、フィールド上の仕掛けや戦闘などで協力しながらプレイを進めることになる。
前作のステータス強化のために用いた幸玉システムが変更され、すべて集めることで次周以降から隠し要素を使用可能にする「はぐれ珠」はイッスンが描いた「イッスンの傑作」に変更された。
前作で語られなかった補完描写が存在しているが、設定に相違がある。
また、前作の話に対しての説明が足りないため、前作をプレイしていないユーザーには理解しにくい箇所が所々存在する。

## あらすじ
かつて、ナカツクニと呼ばれる地は、ヤマタノオロチという怪物によって、かつてない脅威にさらされていた。
危機的状況にあるナカツクニを救ったのが、剣士スサノオと神である白狼アマテラスだった。彼らの活躍によって、災厄をもたらす闇の元凶を倒し、信仰心を取り戻したアマテラスは、タカマガハラの安寧を取り戻すために旅立った。
そして、この平和によって、人々は以前のような平穏な生活を取り戻した。
しかし、9カ月後。両島原に安置されている菅原道真の墓が突如として暴かれたことを皮切りに、ふたたび妖怪達が出現し、ナカツクニが妖気に覆われた。
新たな脅威にさらされたナカツクニを救うために、アマテラスの子・チビテラスが旅に出る。

## システム

### 筆しらべ
前作にも登場した筆しらべ画面にて特定の模様を描くことで様々な効力を発揮するシステム。前作では最終的に13種の筆業が使用できたが今作では12種に減り、内容も一部変更された。
筆しらべを司る筆神は動物を模しており、今作では前作に登場した筆神（十二支）の子供たちが登場している。全てチビテラスと同じように白い体に赤い隈取りが施されている。また、各分神は器物を所持している。また、極神（ヒゲクジラ）と導神（ペンギン）はモデルとなった動物が日本伝来の十二支には含まれないが、クジラはペルシャ文化の十二支において龍の代わりに存在し、ペンギンは鳥類という点で酉と共通する。
光明【こうみょう】・チビテラス
太陽を出現させ、夜を昼にかえることができる筆しらべ。最初から使用可能であるが、作中のイベントなどで使用するためプレイヤーの任意で使用する機会はほとんどない。
画龍【がりょう】・子蘇神（こよみがみ）
前作にも登場した失われたものを蘇らせることができる筆しらべ。通れなかった場所に行けるようにしたり、マップ攻略に用いたりする。今作では特定の敵が戦闘中に穿つ穴を埋めることができる。画龍を司る子蘇神は巻物を身体に巻いた2匹のタツノオトシゴの姿をしている。
輝跡【きせき】・子導神（こみちがみ）
相棒を目的地まで誘導させることができる筆しらべ。本作初登場。相棒との協力によって解除する仕掛けなどに用いる。フクロウの意匠を取り込んだ親ペンギン（導神）に率いられた二羽の子ペンギンの姿をしている。
一閃【いっせん】・子断神（こたちがみ）
前作にも登場した全ての物を切り裂く力を持つ筆しらべ。空間に直線を描くことで発動し、大木や巨岩を一刀両断のもとに切り裂く威力を持つ。子断神は断神に率いられた3匹の子ネズミの姿をしている。
桜花【おうか】・子咲ノ花神（こさきのはながみ）
前作にも登場した桜花三神のひとつで枯れた木に花を咲かせる力を持つ筆しらべ。地面などに花を咲かせるのも可能で小さなタタリ場を浄化することもできる。花咲を司る子咲ノ花神はでんでん太鼓を持った子猿の姿。
輝玉【てかだま】・子爆神（こばくがみ）
好きな場所に巨大な花火玉を出現させることが可能な筆しらべ。その破壊力は絶大で妖怪にも大ダメージを与えることが可能なほか、ひびの入った壁などを壊すこともできる。筆しらべを強化すると花火玉を一度に2つ出せるようになり爆風も大きくなる。輝玉を司る子爆神は松明を持ったウリ坊3匹で、前作の爆神が登場した際にも登場していた。
水郷【すいきょう】・子濡神（こぬれがみ）
前作にも登場した水を操ることが可能な筆しらべ。水場を使い火を消すことができる。筆しらべを強化すると、雨を降らせて画面内の敵全てにダメージを与えることが可能な「恵雨」が使用可能になる。水郷を司る子濡神は壺の中に入った蛇の姿をしている。
蔦巻【つたまき】・子蔦ノ花神（こつたのはながみ）
前作にも登場した桜花三神の一つ。頑丈な蔦を作り出す筆しらべ。桃コノハナと呼ばれる花から蔦を伸ばして自身に引っ掛け、ジャンプでは行けない場所に移動するために使用する。また一部の敵や仕掛けに蔦を引っ掛けることもできる。蔦巻を司る子蔦ノ花神はぽっぴんを持った子猿の姿をしている。
紅蓮【ぐれん】・子燃神（こもえがみ）
前作にも登場した炎を操ることが可能な筆しらべ。最初は火を燃え移らせることしかできないが、筆しらべを強化すると「爆炎」を発動することが可能になり、巨大な炎で敵に大ダメージを与えることが可能となる。紅蓮を司る子燃神は煙管を咥えた鳥の姿をしている。
双極【そうきょく】・子極神（こきょくがみ）
磁力を操ることができる筆しらべ。本作初登場。∩または∪が刻まれた仕掛けなどに磁石の要領で使用する。特定の敵に使用すると一定時間、敵を行動不可能にできる。双極を司る子極神は太極を模した二匹の鯨。
疾風【しっぷう】・子風神（こがぜがみ）
前作にも登場した風を操ることが可能な筆しらべ。火を消したり、物を吹き飛ばしたりすることが可能。筆しらべを強化すると「竜巻」を発動できるようになり、旋風をまとって敵に大ダメージを与えることが可能となる。疾風を司る子風神は風車を背負った仔馬の姿をしている。
迅雷【じんらい】・子撃神（こげきがみ）
前作にも登場した電気を操ることが可能な筆しらべ。雷などの電源から別の場所へ放電することができる。筆しらべを強化すると「雷光」を発動出来るようになり、自由に雷を落とし大ダメージを与えることが可能となる。迅雷を司る子撃神は矢をくわえた虎の姿。

### 神器
前作にも登場した妖怪を倒すための装備品。鏡・剣・勾玉の三種類があり、状況に応じて使う神器を変えることが重要になる。
今作では薬師村で一定の条件を満たすことで使えるようになる鍛冶屋で神器を強化することができる。ただし、強化すると強化前の神器は使えなくなってしまう。
また、前作にあった表装備と裏装備のシステムは廃止されている。

#### 鏡
攻撃は打撃。初期装備のためクセがなく連続で攻撃が決まりやすい。強化することで攻撃回数が増加する。
真経津鏡（まふつのかがみ）
前作にも登場したアマテラスから授かった鏡。通力で悪しき物を裁つ。
真澄鏡（ますみのかがみ）
一切の穢れのない澄み切った鏡。その鏡から放たれる光は悪しき物を消し去る。鍛冶屋で一回強化することで手に入る。
浄玻璃鏡（じょうはりのかがみ）
真実を映す鏡。この鏡の前では一切の嘘が許されない。鍛冶屋で二回強化することで手に入る。

#### 剣
攻撃は剣による剣撃。溜め技は威力が高く、大きな痛手を与えられる。他の神器よりも攻撃スピードが遅いため、1対1の戦いの方が効果的。
都牟刈大刀（つむがりのたち）
前作にも登場したアマテラスが用いていた剣で、ヤマタノオロチを封じ込めていた宝剣「月呼」が変化したもの。
布都御魂剣（ふつみたまのつるぎ）
月の力を宿した剣。月の民の遺跡のような模様があり、月光のように闇を切り裂く。鍛冶屋で一回強化することで手に入る。
天羽々斬（あまのはばぎり）
御神木から切り出された木から作られた木剣。木でできているが、その切れ味は凄まじい。鍛冶屋で二回強化することで手に入る。

#### 勾玉
攻撃は勾玉を鞭のように振り回す連続攻撃。一撃の威力は低いが、連続攻撃で痛手が追加され多段攻撃になる。攻撃時、チビテラスの動きが止まってしまうため隙ができやすい。
足玉（たるたま）
前作にも登場したアマテラスの神通力が宿る勾玉。
切返玉（せむがえしのたま）
太陽の力が宿っている勾玉。太陽の輝きのような光は闇を滅ぼす。鍛冶屋で一回強化することで手に入る。
不退転勾玉（ふたいてんのまがだま）
不屈の魂を封じ込めている古の勾玉。巴の形をしており、闇と光の属性を操れるとされる。鍛冶屋で二回強化することで手に入る。

#### その他
森羅万象(しんらばんしょう)
この世の全てのものを封じ込めている水晶。ゲーム中では悪路王が使用する。ゲームクリアで手に入れられ、溜めると属性（火・氷・雷）を帯びた攻撃が可能になる。

## 登場キャラクター
前作と比べて今作では、日本神話や自然にちなんだキャラクターが少なくなっている。

### プレイヤーキャラクター
チビテラス
本作の主人公。本名は不明。伝説の大神・アマテラスの子であり、アマテラスと同様に神業が使え隈取りがあるが、普通の人間には隈取りが見えず白い犬と思われている。看板など文字を読む事はできないが仲間との会話は理解できている。相棒からはろくな呼ばれ方をされておらず、その度に落ち込む描写がある。
また、アマテラスと比べると少々人間臭い所がある。
イッスン
前作でアマテラスと共に世界を救った英雄。現在では天道太子として人々にアマテラスの活躍を伝える為に旅をしている。チビテラスと離れてからも、ヒントを書いた立て札を置くなど手助けをしている。
クニヌシ
スサノオとクシナダの義理の息子。前作時になされていたデザイン、設定とは全く異なっている。スサノオように強い剣士になるのが目標で大きな木の剣を背負っている。チビテラスの隈取りが見えるがその理由などは不明。妖怪と聞くだけで怯えてしまう臆病者だが、妖怪のせいで泣いている女の子を助ける為にチビテラスと共に旅に出る。チビテラスを隈取りがある事から「クマ公」と呼んでいる。戦闘時は木の剣で攻撃する。
ナナミ
竜宮城に侍女として仕える人魚。諸事情で海に帰れずピンチに陥っていた所をクニヌシ達に助けられる。何故か初対面であるチビテラスの事を知っていたが、その理由は後に判明する。お淑やかだが怒ると手が付けられなくなる。チビテラスを「白ナマコちゃん」と呼んでいる。戦闘時は光の柱で攻撃する。
カグラ
かぶき座の看板子役。普段はプライドが高いものの根は優しく、困っている人を放って置けない性格。自分が特別視される事を嫌っている。チビテラスの事を「ダサクマ」と呼んでいる。戦闘時は扇子を投げて攻撃する。巫女長からもらった巫女の衣装を身に着けてからはお札を使って攻撃する。
クロウ
両島原に落ちた流れ星の中から見つかった少年。英語交じりの口調で話し、お調子者で美人に弱いが正義感は強い性格。チビテラスには取り立て名前をつけておらず「ユー」と呼んでいる。普段は地面を直接歩かず宙に浮いており、戦闘時は笛の音色で攻撃する。容姿は前作に登場した「ウシワカ」に酷似している。
マンプク
釜と鍋蓋を身につけた100年前の少年。妖怪にさらわれた母親を助けに行くが、大食漢故に空腹で倒れていた所をチビテラスに助けられた。自分のせいで母親に苦労をかけていると気に病んでいる。大きな肉の塊を魚料理に仕立ててしまうほどの名料理人でもある。チビテラスの事を「マンマル」と呼んでいる。戦闘時は釜に変化して飛びながら攻撃する。

### 前作からの登場人物
木精サクヤ
神木村のご神木「コノハナ様」に宿る精霊。前作に引き続き登場し、チビテラスに助言を与える。
大剣士スサノオ
9カ月前、復活したヤマタノオロチを倒した英雄。イザナギの子孫でありクニヌシの父親。男気溢れるが間抜けな一面も多々ある。クニヌシに一人前の男になってもらいたいという意図で強く当たる父親らしい面も見せる。
クシナダ
神木村で酒屋を営む女性。スサノオの妻。チビテラスと共に冒険するクニヌシの身を案じている。
タマヤ
神州平原に居を構える花火職人。前作にも劣らず花火に対して並々ならぬ情熱を向けている。過去に花火製作の材料にしようとアカヒゲの薬草を無断で持ち出し、それが発覚したためアカヒゲとの関係は冷えきっている。
ナグリ
西安京の建物のほとんどを建設した建築士。薬師村の住宅造営にも一役買っている。
ゲンナイ
西安京に住む発明家。如何なる物でも設計図を見ると組み立てないと気が済まない性分の持ち主。今作では時間移動装置までも造り上げてしまう。月の文明に大いに興味がある模様。
白野威/アマテラス
前作の主人公であり、チビテラスの親。9か月前にナカツクニの平和を取り戻した大神。

### 道中で出会う人々
アカヒゲ
薬師村の創設者であり、唯一の医者。名前の通り、赤い髭が特徴。自宅では大量の薬草の調合を行っている。
アオヒゲ
西安京の薬剤師。アカヒゲとは兄弟である。
鶴屋東西
西安京の歌舞伎座を営む役者。カグラの父親。キャラクターのモデルは鶴屋南北。
菊波
東西と同じく役者を営むカグラの母親。カグラの良き理解者。
巫女長
西安京で今は亡きヒミコに代わって西安京を守っている巫女の長。お忍びで歌舞伎座の歌舞伎を見に来たらしく、妖怪はいないだろうと気を緩めてしまい、千両・万両ら妖怪達に巫女の力のほとんどを奪われてしまった。
女学者
ゲンナイの元で助手を務めている女学者。本名は不明。チビテラスに怨霊王に攫われたゲンナイを助けて欲しいと頼む。かなりの美人でクロウを一目惚れさせる。
ムラサキシキブ
知玉の宮に住む詩人兼作家の女性。多くの作品を執筆しているが、その中から妖怪が発生することもある。性格は短気で感情的になりやすい。
光源氏
ムラサキシキブが書いた恋愛小説から出現した妖怪。元々はムラサキシキブの理想の男性を書こうとしたものだが、本人いわく「最低の女ったらし」になった。
モテナシ
マンプクの母親。道端の雑草ですら料理に変えてしまうほどの腕前の持ち主。ヤマタノオロチの料理を作らせようと妖怪達がさらわれてしまう。

## 敵キャラクター
今作ではボスキャラクターである大妖怪、一般妖怪と小妖怪が敵キャラクターとして登場する。大妖怪（ボス）と一般妖怪は前作同様に戦闘画面へと移行したのち戦闘となるが、小妖怪は遭遇しても戦闘画面にはならず、フィールド上を徘徊しているだけで一般妖怪と比べると体力はかなり低い。

### 大妖怪
大蟇怪（おおがまのけ）
花咲谷を根城とする妖怪。左目に眼帯をしている。賽の実を体内に取り込んで自らの妖気の源としていた。小心者であるが今回の異変に乗じて力を手にし、花咲谷を手中に収めた。
鬼婆
鬼火市場を取り仕切る元締めの妖怪。普段は物静かであるが、怒りに触れると敵味方関係なく暴れだす。鬼火市場での腕自慢大会に妖怪に変装して参加したチビテラスらの正体に気づき、市場が崩壊するまで執拗に追い回した。
大ナマズ
アガタの森に水没した五重塔に出現する妖怪。自らを鯉だと信じて疑わず、いつか登竜門を遡って龍になることを夢見ている。攻撃パターンは前作の一郎丸に酷似しており、対処法もほぼ共通している。死に際に起こした「コイの滝登り」でチビテラスらを両島原まで押し流した。
連獅子/千両・万両
西安京の芝居小屋の舞台に出現する妖怪。その姿は歌舞伎役者を模した巨大なカラクリ人形。荒々しい歌舞伎の舞でチビテラスらを翻弄する。連獅子の原動力は花道に立つことなく果てていった役者の無念を千両と万両が集めて人形に閉じ込めたもの。なお、千両は鶴、万両は亀の姿をしており、演技が上手くなかった歌舞伎役者の無念が集まった妖怪であるとされる。
怨霊王
生前は政治家で人民のために尽力したが、政争に巻き込まれて憤死した人物の激しい怨念が妖怪化したもの。両島原に埋葬されていたが、何者かによってその墳墓が暴かれたことによって現世に復活し、ナカツクニを再び闇で覆うことになった。クロウのようにビームソードのような剣を持ち、浮遊しながら襲いかかる。分身による多重攻撃や回避不可能な全方位攻撃など攻撃パターンはさまざまかつ強力である。
本名は「菅原道真」であり、政争の末の憤死など実際の生い立ちもモデルにされている。また、俳句攻撃をする際には拾遺和歌集に収録されている「東風吹かば…」で始まる和歌が表示される。
ダイダラボッチ
月の民が造った巨大なカラクリで顔がウサギのようになっている。一度起動してしまうと、全てを破壊し尽くすまでその活動を止める事はない。とある不都合で暴走してしまい、月の民によって遺跡に封印されていたが、怨霊王がゲンナイに作らせた起動スイッチによって再起動してしまう。怨霊王との戦いではダイダラボッチの頭上で行われ、頭のコントローラーでダイダラボッチの動きを制御しないと妨害をしてくる。
海星鬼（ひとでおに）
知玉の宮の水路に出現する妖怪。海難事故で死んだ者たちの無念がヒトデの姿に宿ったもの。五本の触手を用いて海に引きずり込もうとする。作中で唯一ボス戦が2Dスクロール画面となる。
蛟（みずち）
9か月前のナカツクニでヤマタノオロチによって氷室の琥珀の守りを一任されている妖怪。元々は現世のある村を護る守護神であったが、度重なる戦乱で村を滅ぼされ、争いを止めない人間に絶望してヤマタノオロチに取り入った。自らを氷漬けにして琥珀を管理している。
悪路王（あくろおう）
本作のラストボス。自らの意思で行動できる闇そのものであり、前作のラストボスである常闇ノ皇やヤマタノオロチですら自らの憑代とした。意識体であるため具現化するための器を変えながら、悠久の時間を経てきた。自らの力を最大限まで引き出すのは闇とは対極にある光であり、物語終盤でイザナギやスサノオの子孫であるクニヌシに憑依して具現化した。
意識体戦と完全体戦の2戦を戦うことになり、完全体戦では憑依されたクニヌシと悪路王が作り出したチビテラスの闇の分身との戦闘となる。前作の常闇ノ皇戦と同様にすべての筆しらべを用いての戦闘となる。
「悪路王」とは史実の8世紀ごろに朝廷に抵抗した蝦夷の指導者アテルイとされている。

### 一般妖怪
天邪鬼
ゲーム序盤に頻繁に出現する妖怪。緑、赤、黄、青、黒と前作と同名で登場するが、前作の天邪鬼は楽器を持っていたのに対して今作では羽子板やコマ、けん玉などの遊び道具を用いて攻撃してくる。また顔の邪鬼面沙が花札になっている。
旧天邪鬼
9か月前のナカツクニに出現する妖怪。前作の「天邪鬼」であり、前述したものとは異なっている。今作では「緑天邪鬼」と「赤天邪鬼」のみ登場。
骸貝（むくろがい）
巨大な眼球と二本の腕を有した貝の妖怪で、海で泳いでいた人間を溺死させその肉体を食らう。前作の鬼灯のような妖怪で怯ませたあとに桜花すると弱点が露出する。
鬼胡桃
食われず種にもなれなかった胡桃が妖怪になった姿。骸貝の上位互換的存在。前作の鵺のような妖怪で怯ませたあとに桜花して内部を露出させてから輝玉を使用することで効率的にダメージを与えることができる。
濡女（ぬれおんな）
水害によって犠牲になった女の魂が変化した液状の妖怪。身体を液状化させて自在に移動しプレイヤーを翻弄する。内部の核を攻撃することによってのみダメージを与えられる。
蛇帯（じゃたい）
蛇のごとく細長い妖怪。侍の試し斬りに使われた竹が怨念を持ち、妖怪になった。所々に刀が突き刺さっている。妖気をまとった状態ではあらゆる攻撃が無力化されてしまうが、蛇帯が放った刀を「一閃」で弾き返す、「迅雷」といった雷の属性の攻撃を与えると気絶させられる。
どくろ
文字通り骸骨のような骨だけで構成された巨大な妖怪。「がしゃどくろ」と「武者どくろ」の2種がおり、どちらも肋骨ないし鎧に防護された胸の核を攻撃してダメージを与える。ダンジョンでしか戦えず、通常のタタリ場では出現しない。どちらも殺された人たちの怨念が集まってできた、恨みの集合体。
古末都玖利（こまつくり）
コマの姿をした妖怪。前作における「輪入道」や「雲外鏡」のようなタイプの妖怪で、炎をまとった「朱目古末都玖利」、赤天邪鬼に乗られまいと氷をまとった「氷唇古末都玖利」、雷神族の楽器が妖怪と化し、電気をまとった「雷耳古末都玖利」、ほかの3種が投げゴマであるのに対し、他のひねりゴマの形をしたなんの特徴もなく古末都玖利の真似事ばかりしている「三面古末都玖利」がいる。
なお、「古末都玖利」とはコマの古称である。
獣
過去のナカツクニに出現する馬型の霊獣。炎を纏い人間の魂をも炎で燃やす「炎獣」、悪寒すら覚える寒さを持ち、人間の魂が中に封じ込められている「氷獣」、タタリ場の暗雲が霊獣へと姿を変えた「雷獣」、ランダムに属性が変化し、人間に罰を与える「神獣」の4種が存在。
埴輪
100年前の神州平原に出現する埴輪の妖怪。前作にも登場した。今作では「埴輪戦士」と「埴輪武者」がそのまま登場。

### 小妖怪
石
ゲーム序盤から終盤まで頻繁に出現する岩型の妖怪。妖気を浴びて動けるようになったものも嫉妬から人間を轢き殺そうと襲いかかる。「殺生石」をベースに火山災害に巻き込まれた者の怨念が石に宿った「灼熱石」、大地への感謝を忘れた人間に対し、凍える氷のように鉄槌を与える「氷嵐石」、電気を纏い、激しい雷かの如くの怒りを心に秘めた「雷光石」の4種が存在。基本的に攻撃パターンはプレイヤーめがけて突進してくるのみである。
鬼火・狐火
フィールド上を浮遊する炎をまとった妖怪。失った物を探すかのように彷徨う「青鬼火」と、恨みを買って殺された行商人の魂が変化した「赤鬼火」、意思を持った妖狐の炎の妖怪「狐火」の3種があるが、色が異なるだけで攻撃パターンや体力に差はほとんどない。
蟇怪（がまのけ）
蛙の姿をした妖怪。人間を引きずり込み魂を啜る。序盤では「蟇怪」が登場するが、後々「白蟇怪」なる炎、氷、雷の属性を持つ個体が出現する。攻撃は飛び跳ねての体当たり。
竜頭（りゅうず）
竜の頭像を模した妖怪。竜頭の元になる石像を作った石像の職人の情が宿り妖怪化した。あらゆる攻撃が無力化され、吐き出す火球を一閃で打ち返すことによってのみダメージを与えられる。「竜頭」は移動できないが、上位互換の「飛竜頭」は動きながらプレイヤーを追尾し、火球を射出する。
埴輪軍馬
とある国の王の死のために殉死させられた馬の姿をした妖怪。何処にあるのかわからない自分の身体を見つける為に彷徨い歩く。攻略法は竜頭と同じ。
隠れ狐・隠れ狸
釜に化けた狐・狸の妖怪。両者とも防御手段である釜の蓋を破壊することで、ダメージを与えられるが、後者は蔦巻で蓋を剥ぎ取る方法で対処する。
網切・髪切
はさみの姿をした小妖怪。男に裏切られたり、愛されなかった女の末路で、強い絆で結ばれた者を八つ裂きにしてしまう。相棒を誘導する「輝跡」に反応して襲い掛かり、向かってる時にしか攻撃が通じない。
抜け首・舞首
人に使われなくなった獅子舞が変化した妖怪で、見境無く殺意を剥き出しにしながら対象を喰らい尽くす。浮遊しながら相棒のみを狙って襲い掛かってくる。
鬼瓦・夜叉瓦
鬼瓦を模している妖怪で。元々は人間を守るために作られたが、強大すぎる力ゆえに目的がすり替わって人間に襲いかかるようになってしまった。鬼瓦は炎をまとっているが、夜叉瓦はランダムに属性が変化し弱点以外の属性の攻撃をすべて無効化する。
尼びえ
クリオネのような半人半魚の妖怪。水中にのみ出現し、全身から棘を露出させて進路を阻もうとする。
くらげ火
尼びえ同様に水中にのみ出現。海で死んでしまった人間が妖怪と化したもの。雷を帯びているため触れると感電する。赤いくらげのような姿をしている。

### その他
司会の天邪鬼
鬼火市場で鬼婆の下で働いている天邪鬼。他の妖怪たちからは「司会邪鬼」の愛称で親しまれている。生まれた時から鬼婆の下で働いていて、鬼婆が心を許す唯一の妖怪でもある。司会の腕は抜群。
旨美（うまみ）
味美と腕を競うヤマタノオロチ専属の料理人の「味天邪鬼」。女性。マンプクの母親であるモテナシを生贄にして料理を作ろうとする。
味美（あじみ）
前作にも登場した十六夜の祠の厨房料理長である「味天邪鬼」。

## 地名
薬師村
アカヒゲが作った谷の間に存在する村。建物や住民はひょうたんがモチーフになっている。神州平原の西壁をくり抜いて通路が作られている。サブイベントをこなす度に住人や民家が増え、規模が大きくなっていく。
神木村
前作にも登場した村。ご神木「コノハナ様」が存在。
イザナギ窟
前作にチュートリアルで登場した洞窟。巨大なイザナギの像がある。
神州平原
前作にも存在した平原。神木村、薬師村、花咲谷、アガタの森、ハラミ湖を結んでいる。前作に丘の上に存在した月文明の遺物が無くなっている。
また、アガタの森へ通じる船着き場の通路が地震で崩落しており、前作とはアガタの森への通路が異なっている。
花咲谷
前作に登場した谷。文字通り、桜が各所で咲き誇っている。前作とは異なり、入口に門が設けられている。本作開始時点では大蟇怪に支配されていた。
ハラミ湖
神州平原に広がる湖。湖上にはヤマタノオロチが封印された十六夜の祠が存在。
アガタの森
前作にもあった神州平原の南に位置する森林。今作では、付近の奈落井川が氾濫したため水没している他、流されてきた五重塔が漂着している。
鬼火市場
アガタの森の地下にある妖怪たちの市場。鬼婆が取り仕切っている。
両島原
前作にも登場した沿岸地帯。南と北に分けられる。北は前作と違い、巨大な遺跡が落下している為に大部分が破壊されている。
地下遺跡
両島原北に落下している巨大な遺跡。前方後円墳のような外形をしている。内部には「月の文明」のものと思われる機械群が存在する。
西安京
ナカツクニ随一の都。庶民街と貴族街を美輪湖を隔てて存在している。なお、今作ではヒミコの宮殿に入れないようになっている。
歌舞伎座
西安京庶民街にある芝居小屋。入口にはゲンナイが開発した動く歩道が設置されている。妖怪に襲撃された際には外の「かぶき座」というのぼりが「じごく座」に変わっていた。
雷雲
両島原北の上空に浮かぶ積乱雲。雷神族が暮らしている。雲全体が帯電しているために各所で放電が発生している。
高麗丸
9カ月前すなわち前作と同じ時間軸に登場する貿易船。両島原に寄港する直前に水龍が襲撃したため沈没した。前作の両島原南に座礁している船であり、沈没までの経緯が語られている。
知玉の宮
両島原沖の海底に存在する宮殿。
氷室
100年前のナカツクニに存在する洞窟。内部は至る所が氷で満たされている。正確な位置は不明。窟内には「琥珀」を守る蛟が冷凍されている。